# 1971 في ألمانيا
فيما يلي قوائم الأحداث التي وقعت خلال عام 1971 في ألمانيا.

## سياسة

### تعيين في المنصب
- 1 يناير – برنهارد فوغل عضو مجلس الشورى الموحد في راينلاند بالاتينات.
- 13 مايو – كارل شيلر وزير المالية الاتحادي.
- 24 مايو – جيرهارد شتولتنبرج رئيس وزراء شليسفيغ هولشتاين ‏.
- 1 نوفمبر – هاينتس كون رئيس البوندسرات.

### انتهاء فترة المنصب
- 1 يناير – فيلي براندت عضو في برلمان برلين ‏.
- 13 مايو – ألكسندر مولر وزير المالية الاتحادي.

## رياضة
- 1 أغسطس – جائزة ألمانيا الكبرى 1971 الفائز جاكي ستيورات.

## أفلام
من الأفلام التي صدرت هذه السنة في ألمانيا:
- 1 يناير – الماس للأبد من إخراج غاي هاملتن.

## مواليد

### يناير
- 1 يناير – أرني تومز لاعب كرة مضرب ألماني.
- 1 يناير – أولي شيرين مهندس معماري ألماني.
- 1 يناير – باكي دافراك ممثل ألماني.
- 1 يناير – ماركوس براون مترجم ألماني.
- 2 يناير – سلوبودان كوملينوفيتش لاعب كرة قدم صربي.
- 3 يناير – طارق الوزير سياسي ألماني.
- 6 يناير – ستيفان جلين لاعب كرة يد فرنسي.
- 10 يناير – نيكولاي فوجل كاتب ومؤلف ألماني.
- 14 يناير – تورستين امفت

### مارس
- 11 مارس – ستيفن ويسمان
- 24 مارس – ألبرشت بيمل
- 28 مارس – دافور بيتشينوفيتش لاعب كرة سلة كرواتي.

### أبريل
- 16 أبريل – سفين فيشر
- 26 أبريل – كريستوف زيلبر
- 29 أبريل – أنيا كارليتشك سياسية ألمانية.

### مايو
- 6 مايو – تيل برونر
- 22 مايو – لارس كوسلووسكي لاعب كرة مضرب ألماني.

### أغسطس
- 13 أغسطس – موريتز بليابتريي ممثل ألماني.
- 16 أغسطس – ديرك ليمان لاعب كرة قدم ألماني.
- 27 أغسطس – أيغول أوزكان
- 28 أغسطس – أوي شنايدر لاعب كرة قدم ألماني.

### سبتمبر
- 2 سبتمبر – شتيفان جروسمان ممثل ألماني.
- 4 سبتمبر – مايك تايلور لاعب كرة قدم إنجليزي.
- 7 سبتمبر – كارولين بيترز ممثلة ألمانية.
- 16 سبتمبر – كارستن كوبس
- 17 سبتمبر – ينس فويجت درّاج طريق ألماني.
- 20 سبتمبر – ماساشي هاماوزو

### أكتوبر
- 7 أكتوبر – بتينا ويغمان
- 10 أكتوبر – دايفيد فاغنر لاعب كرة قدم ألماني.
- 13 أكتوبر – سباسيتان فيتزيك كاتب ألماني.

### ديسمبر
- 3 ديسمبر – هايكو هيرليتش
- 5 ديسمبر – كارل تيودور تسو غوتنبرغ سياسي ألماني.
- 12 ديسمبر – توني ريتشاردسون لاعب كرة قدم أمريكية.
- 16 ديسمبر – بول فان ديك
- 25 ديسمبر – باتريك فايزر لاعب كرة قدم ألماني.
- 27 ديسمبر – سابينه شبيتس متسابقة دراجات ألمانية.

## وفيات

### يناير
- 25 يناير – هرمان هوث (مواليد 1885)
- 31 يناير – هانس شميت (مواليد 1893) لاعب ومدرب كرة قدم ألماني.

### مارس
- 21 مارس – بيرتز برنشتاين (مواليد 1890) سياسي إسرائيلي.
- 30 مارس – فيرنر بيترز (مواليد 1918)

### مايو
- 19 مايو – هلموت رتر (مواليد 1892)

### يونيو
- 1 يونيو – كلاوس ستورمير (مواليد 1935) لاعب كرة قدم ألماني.
- 10 يونيو – أوتو شنايديفولف (مواليد 1896)

### يوليو
- 8 يوليو – غونتر بارتش (مواليد 1933)

### أغسطس
- 17 أغسطس – فيلهلم لست (مواليد 1880) ضابط ألماني.
- 19 أغسطس – راينهولد ماير (مواليد 1889) رئيس الوزراء الأول لولاية بادن-فورتمبيرغ (1952-1953).

### أكتوبر
- 8 أكتوبر – فيليكس مانثي (مواليد 1898) درّاج طريق ألماني.

### نوفمبر
- 1 نوفمبر – جيرترد فون لي فورت (مواليد 1876) كاتبة ألمانية.